# Retrospective II
Retrospective I: 1974 to 1980 es un álbum recopilatorio de la banda de rock canadiense Rush lanzado en 1997. El álbum es básicamente una colección de sus mejores canciones de la segunda década de la banda, aunque no sigue un orden cronológico.
Ahora, también es el disco número dos de la caja recopilatoria de 2006 llamada Gold.

## Lista de canciones
1. "The Big Money" – 5:35
2. "Red Barchetta" – 6:09
3. "Subdivisions"  – 5:33
4. "Time Stand Still" – 5:09
5. "Mystic Rhythms" – 5:53
6. "The Analog Kid" – 4:47
7. "Distant Early Warning" – 4:57
8. "Marathon" – 6:09
9. "The Body Electric" – 5:00
10. "Mission" – 5:16
11. "Limelight" – 4:19
12. "Red Sector A" – 5:09
13. "New World Man" – 3:42
14. "Tom Sawyer" – 4:33
15. "Force Ten" – 4:31

### Orígenes de las canciones
- Pistas 2, 11 y 14 de Moving Pictures (1981).
- Pistas 3, 6 y 13 de Signals (1982).
- Pistas 7, 9 y 12 de Grace Under Pressure (1984).
- Pistas 1, 5 y 8 de Power Windows (1985).
- Pistas 4, 10 y 15 de Hold Your Fire (1987).

## Personal
- Geddy Lee    - bajo, voz, sintetizadores
- Alex Lifeson - guitarra eléctrica, guitarra acústica, sintetizadores
- Neil Peart   - batería, percusión, percusión electrónica